# Jeff Klotz
Jeff S. Klotz (* 1990 in Pforzheim, vollständiger Name: Jeff Stephan Klotz-von Eckartsberg) ist ein deutscher und dänischer Autor, Unternehmer und Museumsleiter. Er lebt in Pforzheim und Budapest und betreibt verschiedene Firmen. Von 2009 bis 2019 engagierte er sich in Remchingen als Kommunalpolitiker. Jeff Klotz ist in verschiedenen kirchlichen und kulturellen Gremien wie dem Kuratorium der Evangelischen Hochschule Freiburg sowie als Mitglied der Landessynode und des Landeskirchenrats der Evangelischen Landeskirche in Baden und zusätzlich als Mitglied der Synode der Evangelischen Kirche in Deutschland (EKD). Sein besonderes kulturelles Engagement gilt Dänemark und Ungarn.

## Leben und Wirken
Jeff Klotz wuchs in Remchingen und Dänemark auf und studierte Geschichte, Klassische Archäologie sowie Ur- und Frühgeschichte an der Universität Heidelberg.
Seit 2008 ist er mitverantwortlich für den Aufbau des Römermuseums Remchingen, das er seit 2008 ehrenamtlich leitet. Dieses Museum entwickelte er seit 2011 zu einem Spezialmuseum für Religionsgeschichte.
Er betreibt u. a. THE NOBLE HOUSEHOLD Ltd in London und das J. S. Klotz Verlagshaus im Schloss Bauschlott in Neulingen, für Letzteres musste Klotz im März 2025 Insolvenz anmelden. Die Staatsanwaltschaft ermittelt in diesem Zusammenhang wegen möglicher Insolvenzverschleppung.
Ferner liegt ein Schwerpunkt seiner Arbeit auf der schulischen Kulturarbeit. Im Rahmen einer Kooperation mit dem Lessing-Gymnasium Karlsruhe organisiert er beispielsweise Veranstaltungen und Ausflüge für die Schüler zu archäologischen und historischen Themen. Mit der Villa Wagner, einem der am besten erhaltenen Jugendstil-Gebäude in Baden-Württemberg, betreibt Klotz ein Kulturzentrum für literarische Salons in Pforzheim.
2016 erhielt er den Archäologie-Förderpreis des Landes Baden-Württemberg. Seine Forschungsschwerpunkte sind die Bauforschung, Architektur- und Kirchengeschichte.
Er ist Mitglied im Bezirkskirchenrat und in der Bezirkssynode des Badischen Enzkreises, der Landessynode der Evangelischen Landeskirche in Baden sowie der Synode der Evangelischen Kirche in Deutschland (EKD).

## Leitungspositionen und Ämter
- Museumsleitung, Römermuseum Remchingen (im Ehrenamt), seit 2008
- Mitglied der Landessynode der Evangelischen Landeskirche in Baden
- Mitglied in der EKD-Synode
- Mitglied im Landeskirchenrat der Evangelischen Landeskirche in Baden
- Im Vorstand der Fördergesellschaft des Römermuseums Remchingen
- Im Bezirkskirchenrat des Badischen Enzkreises

## Publikationen (Auswahl)
- mit Marlis Zeus: Die ersten Christen im Nordschwarzwald. Arte Factum, Karlsruhe 2014, ISBN 978-3-938560-33-4.
- Die Römer in Remchingen. Funde und Befunde des 1. bis 3. Jahrhunderts in Remchingen und Umgebung. Verlag J. S. Klotz, Remchingen 2015, ISBN 978-3-946231-01-1.
- mit Marlis Zeus: Frauen im Aufbruch 1910–1920. Kaiserreich – Weltkrieg – Republik. Verlag J. S. Klotz, Remchingen 2015, ISBN 978-3-946231-02-8.
- Die Römer in Pforzheim und im Enzkreis. Einblicke in die provinzialrömische Kultur im Pforzheimer Raum. Verlag J. S. Klotz, Remchingen 2015, ISBN 978-3-946231-00-4.
- als Mitautor: Religion im Wandel. Vorgeschichte – Römer – Mittelalter. Religionsgeschichte am Oberrhein. Verlag J. S. Klotz, Remchingen 2016, ISBN 978-3-946231-05-9.
- mit Ewald Freiburger: Kirchen und Klöster im Nordschwarzwald. Ein Überblick zur Kirchengeschichte im Raum Karlsruhe und Pforzheim. Verlag J. S. Klotz, Remchingen 2017, ISBN 978-3-946231-06-6.
- Schloss Bauschlott. Die Geschichte eines markgräflichen Hausgutes. Verlag J. S. Klotz, Remchingen 2018.
- Schlösser und Burgen in Karlsruhe, Pforzheim, im Kraichgau und im Nordschwarzwald. Verlag J. S. Klotz, Remchingen 2018, ISBN 978-3-946231-15-8.
- mit Marlis Zeus: Frauen im Aufbruch. Der lange Weg zum modernen Frauenwahlrecht. Verlag J. S. Klotz, Remchingen 2018.
- mit Carolin Dieckmann: Das Schloss Pforzheim und die Schlosskirche. Verlag J. S. Klotz, Remchingen 2018, ISBN 978-3-946231-09-7.
- Pforzheim. Ein Stadtführer. Verlag J. S. Klotz, Remchingen 2019, ISBN 978-3-948424-16-9.
- Die Kirchenburgen von Ellmendingen und Dietlingen. Verlag J. S. Klotz, Remchingen 2019, ISBN 978-3-946231-21-9.
- mit Holger Müller: Die Evangelische Kirche Staffort. Ein paradiesisches Gesamtkunstwerk aus Neogotik und Jugendstil. Verlag J. S. Klotz, Neulingen 2019, ISBN 978-3-948424-04-6.
- Mythos Jerusalem. Der Oberrhein und das Heilige Land, Neulingen 2018, ISBN 978-3-946231-11-0
- mit Markus Mall: Die evangelische Stephanuskirche in Kieselbronn, J.S. Klotz Verlagshaus, Bauschlott 2020, ISBN 978-3948424701.
- mit Mathias Kraft: Die Evangelische Michaelskirche Gräfenhausen, J.S. Klotz Verlagshaus, Bauschlott 2020, ISBN 978-3-948424-89-3.
- mit Heike Springhart:  Wunder aus Wunden, Die Notkirchen als Räume der Versöhnung aus der Kraft der Ökumene, Sonderpublikation anlässlich der Vollversammlung des Ökumenischen Rats der Kirchen 2022 in Karlsruhe in Deutsch, Englisch, Französisch und Spanisch, J.S. Klotz Verlagshaus, Bauschlott 2022.

## Ehrungen
- Archäologie-Förderpreis 2016 des Landes Baden-Württemberg